# Didemnum granulosum
Didemnum granulosum is een zakpijpensoort uit de familie van de Didemnidae. De wetenschappelijke naam van de soort is voor het eerst geldig gepubliceerd in 1883 door Drasche.